# Jean Vielesse
Jean Gabriel Vielesse – maurytyjski zapaśnik walczący obu stylach. Zajął czwarte miejsce na igrzyskach afrykańskich w 1995, a także na mistrzostwach Afryki w 1998 i 2000. Triumfator igrzysk Wysp Oceanu Indyjskiego w 1990 i drugi w 1998 roku.